# Koszowa Dziura

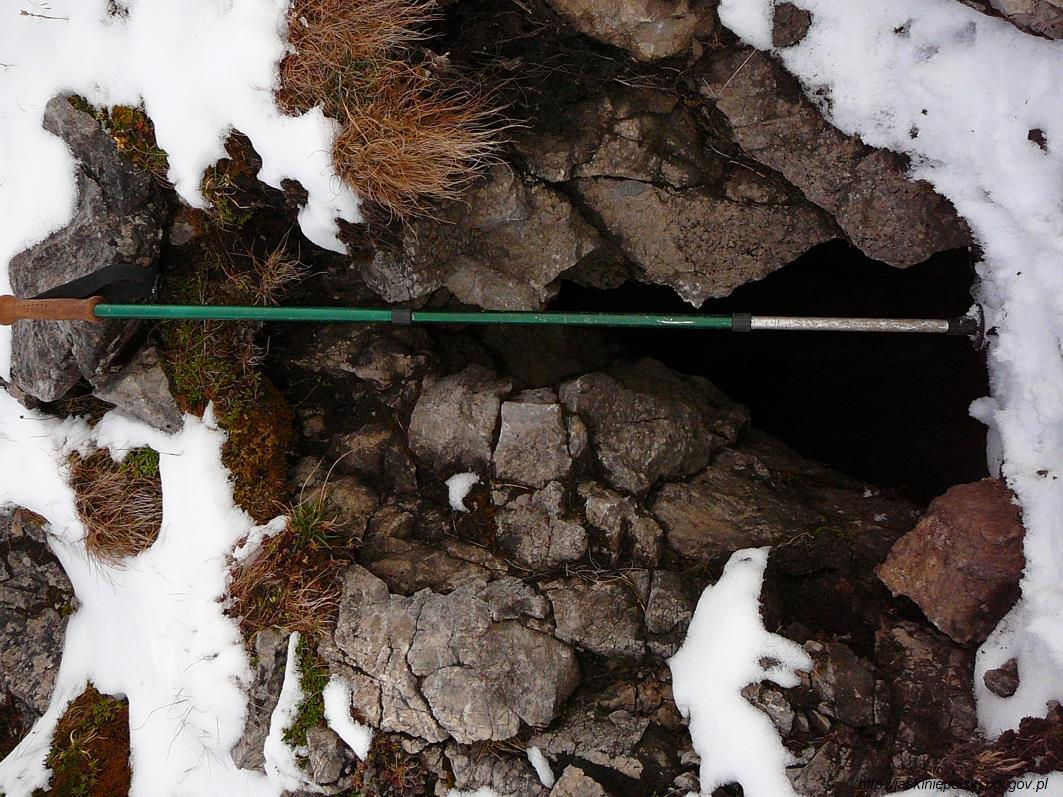
Otwór jaskini

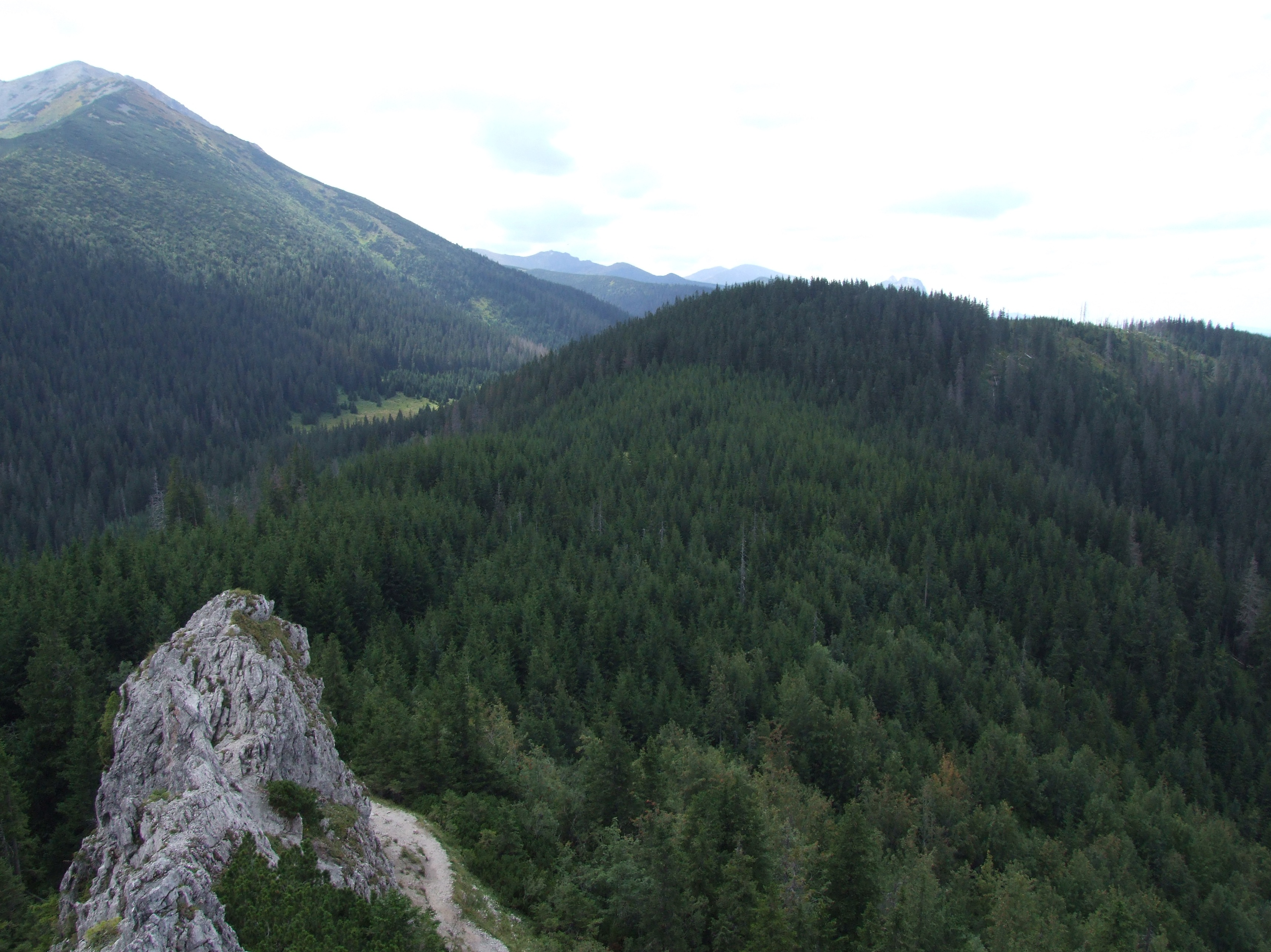
Widok z Gęsiej Szyi. Na lewo Mała Koszysta, a poniżej Waksmundzka Polana

Koszowa Dziura – jaskinia w Dolinie Pańszczycy w Tatrach Wysokich. Wejście do niej położone jest w masywie Małej Koszystej, poniżej jaskini Wyżnia Koszowa Dziura, niedaleko Waksmundzkiej Polany, na wysokości 1765 metrów n.p.m. Długość jaskini wynosi 9 metrów, a jej deniwelacja 7,5 metrów.

## Opis jaskini
Jaskinię stanowi szczelinowa studzienka zaczynająca się w niewielkim otworze wejściowym, a kończąca małą salką z zawaliskiem.

## Przyroda
W jaskini brak jest nacieków. Ściany są suche, nie ma na nich roślinności.

## Historia odkryć
Jaskinię odkrył Zbigniew Tabaczyński w 2002 roku. W 2008 roku sporządził jej plan i opis.